# Ripostiglio monetale delle 44 monete d'oro
Il ripostiglio monetale delle 44 monete d'oro, scoperto a Morgantina nel 1966 da Theodore V. Buttrey, comprende 5 stateri d'oro di re Filippo II di Macedonia (359-336 a.C.), 10 stateri d'oro di Alessandro Magno (336-323 a.C.), 4 stateri di Agatocle di Siracusa (304-289 a.C.), 21 emistateri d'oro di Iceta di Siracusa (288-279 a.C.) e 3 stateri di re Pirro (278-276 a.C.).
Questo tesoro potrebbe essere appartenuto al chiliarca macedone Artemidoro, che seguì il re Pirro in Sicilia. Artemidoro, insieme a Gerone II, fu nominato dall'esercito a Morgantina comandante in capo (strategos autocratos) nel 275 a.C. Poiché il furbo ed abile Gerone II nella battaglia del Ciamosoro si sbarazzò dei soldati mercenari mandandoli allo sbaraglio contro i bellicosi mamertini, è molto probabile che Artemidoro venne ucciso ed il suo tesoro non venne mai trovato, nemmeno dai Romani che nel 211 a.C. saccheggiarono Morgantina.
Il ripostiglio è uno di quelli trovati nell'area archeologica di Morgatina ed è comunemente identificato come IGCH 2204 e l'analisi è stata pubblicata nel 1967 da Richard Stillwell.